# Daniel Alves
Daniel Alves da Silva (Juazeiro, 6 de maio de 1983) é um ex-futebolista brasileiro que atuava como lateral-direito ou meio-campista.
Com 43 títulos conquistados, é o segundo jogador com mais títulos oficiais na história do futebol, atrás apenas de Lionel Messi. O primeiro troféu da sua carreira foi a Copa do Nordeste de 2002, pelo Bahia, enquanto mais da metade dos títulos foram conquistados foram pelo Barcelona, clube onde viveu seu auge entre 2008 e 2016. Pela Seleção Brasileira, sagrou-se campeão duas vezes da Copa América e duas vezes da Copa das Confederações, além de um ouro olímpico conquistado pela Seleção Brasileira Sub-23 nas Olímpiadas de 2020.
Em 2023, Daniel Alves foi detido na Espanha e acusado de agressão sexual. O jogador foi condenado por esta acusação de estupro em fevereiro de 2024 e sentenciado a quatro anos e meio de prisão. Em 28 de março de 2025, a condenação foi anulada pela Divisão de Apelações do Tribunal Superior de Justiça da Catalunha, e Daniel foi absolvido devido à falta de confiabilidade do depoimento da acusadora e inconsistências na sentença anterior.

## Carreira

### Juazeiro
O treinador José Carlos Queiroz, o qual à convite do amigo Cláudio Carneiro, que assumiu o Juazeiro de 1998 até 2000, foi quem levou Daniel Alves para o Bahia, ainda com 15 anos de idade. Cláudio, que havia se tornado supervisor do clube, falou que tinha um jogador acima da média no juvenil do Juazeiro:
| “                                                        | No primeiro treino que vi, gostei e trouxe ele do juvenil para o profissional. | ” |
| — Cláudio Carneiro, supervisor do Juazeiro, sobre Daniel |                                                                                |   |

Chegou a disputar uma partida junto com os profissionais do Juazeiro, um amistoso de inauguração do estádio da Seleção da cidade de Conceição do Coité, que disputa torneios amadores.[carece de fontes?]

### Bahia
Após alguns anos nas categorias de base do Bahia, na reta final do Campeonato Brasileiro de 2001, com as contusões do titular Denílson e de seu reserva imediato Mantena, Daniel teve sua primeira chance de jogar como titular, no dia 10 de novembro, no triunfo do Bahia sobre o Paraná por 3–0, na Fonte Nova. O jovem lateral não decepcionou. Daniel jogou com ousadia, garra, mostrou excelente preparo físico, marcou com eficiência, apoiou bastante o ataque e foi o grande destaque deste jogo, sofrendo um pênalti e dando passe para um dos gols. Durante a partida, a boa atuação fez com que os torcedores exigissem, em coro: "Ah! Ah! Ah! Daniel é titular". O treinador Evaristo de Macedo atendeu aos pedidos e, nas partidas seguintes, Daniel não saiu mais da equipe titular.
No ano seguinte, 2002, mesmo com Bobô assumindo o cargo de treinador, Daniel continuou sendo titular absoluto do Bahia.
| “                                                   | Acho que, por seu talento, e pela falta de bons valores no país para a posição dele, o Daniel é forte candidato a integrar a Seleção Brasileira num futuro próximo. | ” |
| — Marcelo Chamusca, treinador dos juniores do Bahia | |   |

Jogando pelo Bahia, Daniel Alves foi campeão da Copa do Nordeste em 2002.
Em um evento realizado em Salvador, em junho de 2009, pelo Bahia, Daniel Alves declarou ter muito respeito e carinho pelo Bahia, e disse também que deseja encerrar a carreira no clube.
Mesmo com o pouco tempo que passou no Bahia (e, por extensão, no futebol nacional), Daniel Alves foi eleito por visitantes do UOL como o maior lateral-direito da história do clube, à frente de nomes como Antônio Leone e Zanata.

### Sevilla

Daniel Alves atuando pelo Sevilla

No início do segundo semestre de 2002, Daniel foi contratado pelo Sevilla, da Espanha, inicialmente por empréstimo de uma temporada. Ao final da temporada 2002–03, o jogador havia atuado em dez partidas na La Liga e agradado os torcedores e dirigentes do Sevilla com suas excelentes atuações durante o empréstimo.
Em dezembro de 2003, durante sua segunda temporada pelo clube da cidade de Sevilha, conquistou o Mundial Sub-20 pela Seleção Brasileira. O lateral foi um dos grandes destaques da equipe, terminando como o terceiro melhor jogador do torneio.
Em dezembro de 2006, Dani Alves renovou seu contrato com o Sevilla, assinando um novo vínculo válido até junho de 2012. O jogador finalizou a temporada 2006–07 com êxito, com 47 partidas e cinco gols marcados, atuando em todas as partidas da Copa da UEFA, torneio conquistado pelo clube.
Após alguns anos jogando na Espanha, adquiriu a nacionalidade espanhola, o que lhe excluiria da necessidade de uma autorização de trabalho para jogar em qualquer país da União Europeia.
No dia 1 de agosto de 2007, em entrevista ao SporTV, Daniel disse que tinha vontade de sair do Sevilla e ir para um grande clube europeu. Posteriormente, em maio de 2008, reiterou o seu desejo de deixar o clube. O jogador afirmou que estava lisonjeado com o interesse do Chelsea e que nunca recusaria tal proposta. Daniel confirmou ainda que seu empresário havia ido à Inglaterra há algum tempo para negociar com o clube londrino. O Sevilla acabou rejeitando todas as propostas, sendo duas delas vindas do Chelsea e uma do Barcelona, considerando-as como "muito abaixo do esperado". O presidente do clube, José María del Nido, aproveitou para desdenhar do valor da proposta do time catalão:
| “                                                                     | Por 25 milhões de euros eu envio as chuteiras de Daniel para que coloquem em um lateral deles. Ele é um grande jogador, talvez o melhor lateral-direito do mundo. | ” |
| — José María del Nido, sobre a proposta do Barcelona por Daniel Alves | |   |

Algum tempo depois, Daniel Alves revelou estar decepcionado com o presidente do Sevilla por ter recusado as propostas, principalmente a do Chelsea, que optou então por contratar seu compatriota Belletti, companheiro de posição.
Ao final da temporada 2007–08, o jogador foi mais uma vez o destaque do Sevilla. Durante sua coletiva de despedida, Daniel disse que "gostaria retornar ao clube no futuro" e que "chegou ao Sevilla como um menino e saiu como um homem", chegando a chorar diversas vezes durante a entrevista. O brasileiro também declarou apreciar a confiança depositada pelo treinador Joaquín Caparrós, que por sua vez disse que aprendeu muito com ele.

### Barcelona
Em 2 de julho de 2008, Daniel Alves foi contratado pelo Barcelona por quatro temporadas. O valor anunciado oficialmente foi de 34 milhões de euros, com mais 6 milhões de euros dependendo do seu desempenho durante as temporadas seguintes.
Na temporada 2008–09, a sua primeira partida pelo clube catalão, logo assumiu o posto de titular — anteriormente pertencente ao experiente Gianluca Zambrotta, que retornou ao futebol italiano e foi contratado pelo Milan. Daniel Alves realizou sua estreia oficial no dia 13 de agosto, numa goleada por 4–0 contra o Wisła Kraków, em jogo válido pela fase pré-eliminatória da Liga dos Campeões da UEFA. Sua estreia na La Liga (Campeonato Espanhol) ocorreu no dia 31 de agosto, numa derrota por 1–0 contra o Numancia, fora de casa.
Conquistou seu primeiro título pelo clube catalão no dia 13 de maio de 2009, sendo titular na final da Copa do Rei. Na ocasião, o Barcelona de Pep Guardiola teve grande atuação e goleou o Athletic Bilbao por 4–1. Já pela Liga dos Campeões, por conta de uma suspensão por cartão amarelo, Daniel Alves não atuou na final contra o Manchester United. O Barça, que contou com uma grande atuação de Xavi, Lionel Messi e Samuel Eto'o, derrotou o clube inglês por 2–0, conquistando assim a tríplice coroa da temporada: troféu da Liga dos Campeões, La Liga e Copa do Rei. O clube conquistou ainda a Supercopa da Espanha e a Supercopa da UEFA, vencendo o Shakhtar Donetsk por 1–0 na final, com gol de Pedro na prorrogação. Assim, o jogador brasileiro coroou o grande desempenho em sua primeira temporada conquistando todas as competições que disputou.
Titular absoluto e um dos principais nomes da equipe nas temporadas seguintes, Dani Alves voltou a conquistar a Liga dos Campeões em maio de 2011. Desta vez o jogador esteve presente na final, mais uma vez contra o Manchester United, agora com triunfo por 3–1. Vivendo seu auge, em dezembro foi eleito o melhor lateral-direito do futebol europeu.

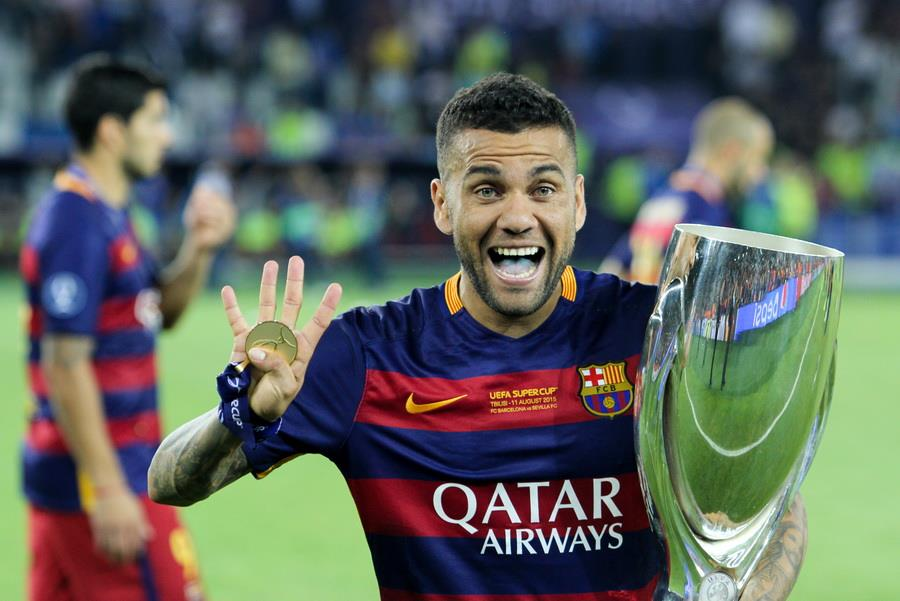
Daniel Alves com a taça da Supercopa da UEFA de 2015. Na ocasião, igualou-se a Paolo Maldini como o maior vencedor da competição, ambos com quatro conquistas.

No início da temporada 2013–14, alterou a sua numeração de 2 para 22 para homenagear o ex-companheiro de equipe Éric Abidal, que a utilizara e deixara o clube.
Em abril de 2014, em um jogo contra o Villarreal, Daniel Alves foi vítima de uma ofensa racista: um torcedor do time local jogou uma banana na direção do lateral-direito. Daniel comeu a fruta em pleno jogo e continuou a partida normalmente. Após o jogo, o jogador comentou o incidente com um tom bem-humorado, o Villarreal foi punido e cassou o passaporte vitalício do torcedor. Nas redes sociais, os companheiros de Daniel, Neymar e David Luiz, lançaram uma campanha com o seguinte título: #SomosTodosMacacos, em repúdio ao episódio do jogo. Em questão de horas, a campanha ganhou vários adeptos como o atacante Fred, o apresentador Luciano Huck, a cantora Ivete Sangalo e até a ex-presidente do Brasil, Dilma Rousseff.
Na temporada 2014–15, no dia 17 de setembro, contra o APOEL, pela Liga dos Campeões da UEFA, Daniel Alves completou 300 jogos pela equipe do Barcelona.
Ao se aproximar do final do seu contrato com o clube, em junho de 2015, as partes ainda não haviam chegado a um acordo. O próprio Daniel declarou em entrevista que se sentia menosprezado pelos dirigentes. Porém, no dia 9 de junho, renovou seu vínculo com o clube catalão por mais duas temporadas.
Na temporada 2015–16, sua última nessa passagem pelos Blaugranas, o brasileiro deixou de utilizar a camisa 22 e passou a utilizar a camisa 6, que pertenceu durante mais de uma década ao meia Xavi Hernández. Daniel encerrou o grande ano de 2015 com a conquista do Mundial de Clubes da FIFA, em dezembro. Na final do torneio realizado no Japão, o lateral foi titular e ajudou o Barça a derrotar o River Plate por 3–0.
Em junho de 2016, teve a sua saída confirmada pelo clube.

### Juventus
Foi oficialmente anunciado pela Juventus no dia 27 de junho de 2016, assinando contrato válido até junho de 2018. Marcou seu primeiro gol pelo clube no dia 21 de setembro, na goleada por 4–0 sobre o Cagliari, em jogo válido pela 5ª rodada da Serie A.
No dia 19 de junho de 2017, dias após amargar uma derrota para o Real Madrid na final da Liga dos Campeões e dar declarações polêmicas, foi anunciado que Daniel Alves não faria parte do elenco da Velha Senhora. Já no dia 29 de junho, a Juventus anunciou oficialmente a rescisão de contrato do lateral brasileiro.

### Paris Saint-Germain

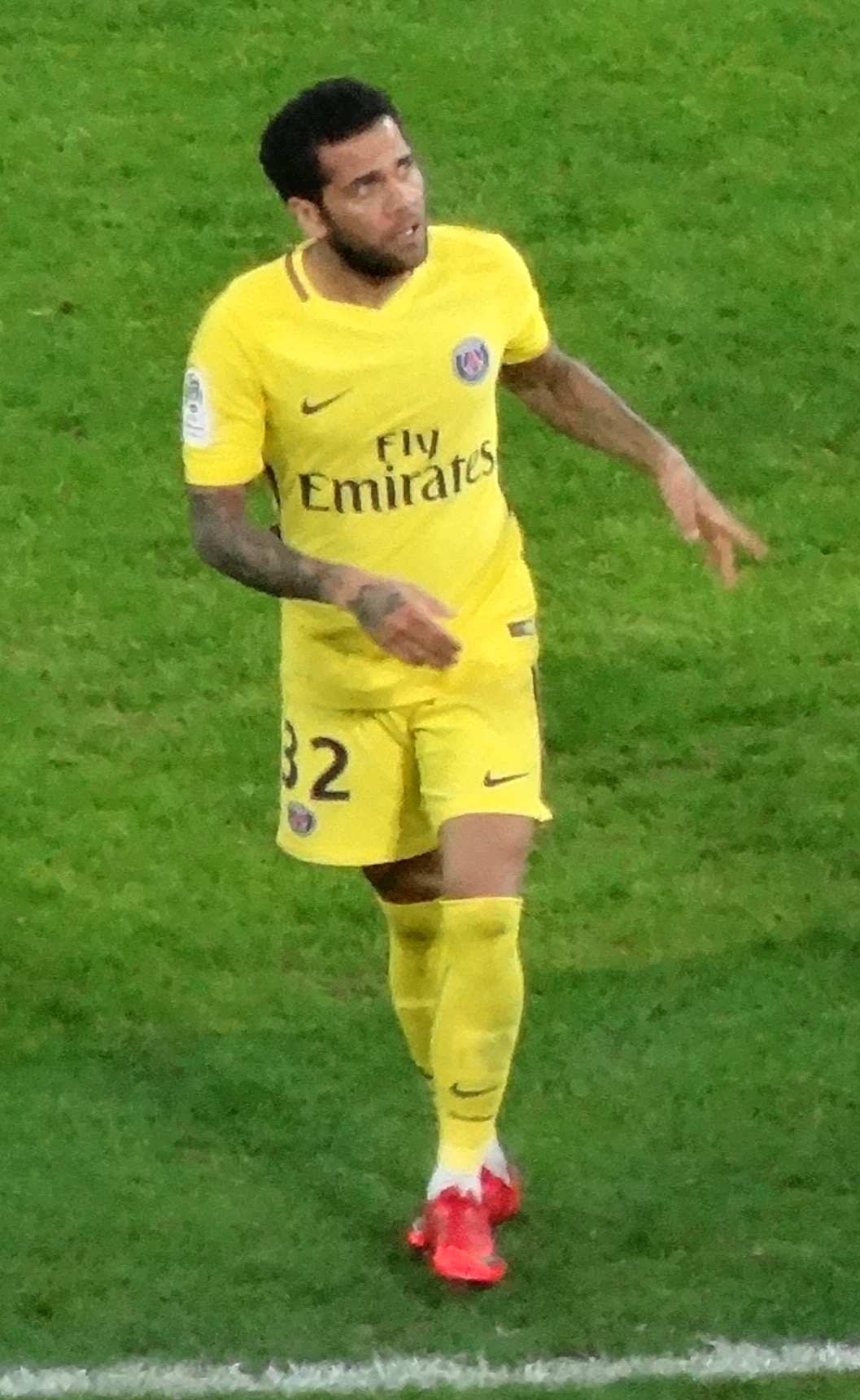
Daniel Alves atuando pelo PSG em 2018

No dia 12 de julho de 2017, Daniel Alves assinou por duas temporadas com o Paris Saint-Germain.
Em sua primeira partida oficial na temporada, fez um dos gols da vitória do Paris Saint-Germain sobre o Monaco por 2–1, conquistando o título da Supercopa da França. Daniel Alves também marcou o primeiro da vitória sobre o Bayern de Munique por 3–0 na segunda rodada da fase de grupos da Liga dos Campeões da UEFA. No dia 22 de novembro marcou um golaço na goleada sobre o Celtic por 7–1, ainda pela fase de grupos da principal competição europeia de clubes.
No clássico contra o Lyon, no dia 21 de janeiro de 2018, causou polêmica ao ser expulso da partida por ter ofendido ao árbitro. Logo após esse jogo, o brasileiro foi punido por três jogos sem poder atuar pelo PSG.
Após uma partida pela Copa América de 2019, anunciou sua saída do time no dia 23 de junho, através de uma rede social.

### São Paulo
No dia 1 de agosto de 2019, acertou seu retorno ao Brasil e assinou com o São Paulo até 2022. Sua apresentação foi feita no estádio do Morumbi, diante de 44 mil torcedores. Ídolos da história recente do clube, como Hernanes, Kaká e Luís Fabiano foram os responsáveis por recebê-lo.
| “                                               | Não deixem de acreditar em vossos sonhos porque eles são possíveis. Agora, depois de ter rodado o mundo, é o primeiro clube que visto a camisa e sou torcedor. É uma emoção receber esse manto, e o momento chegou. | ” |
| — Daniel Alves em sua apresentação no São Paulo | |   |

Estreou com a camisa do tricolor paulista no dia 18 de agosto de 2019, contra o Ceará, pelo Brasileirão. Ainda no primeiro tempo, recebeu assistência do atacante Raniel e marcou o gol que definiu a vitória de 1–0.
Apesar de ter atuado como lateral durante toda sua carreira, desde sua chegada assumiu posição no meio-campo. Foi um dos principais articuladores da equipe, além de ser capitão do time por duas temporadas, quando na temporada 2021 passou a braçadeira para o ídolo Miranda, que retornou ao tricolor após 10 anos. Com a chegada do técnico Hernán Crespo, voltar a atuar como lateral-direito no esquema 3-5-2.
Conquistou seu único título pelo clube em maio de 2021, o Campeonato Paulista. O primeiro jogo da final foi disputado no dia 20 de maio, no Allianz Parque, e as equipes empataram em 0–0. Já no segundo jogo, realizado no dia 23, no estádio do Morumbi, Daniel Alves não atuou por conta de uma lesão. O lateral foi substituído por Igor Vinícius e o São Paulo venceu o Palmeiras por 2–0.
Em 10 de setembro, o São Paulo anunciou em um comunicado oficial nas redes sociais que Daniel Alves se recusou a voltar ao clube após estar na Seleção Brasileira devido à dívida de 11 milhões de reais que o clube possuía com ele, e que por isso o atleta não fazia mais parte do elenco do clube. O clube paulista fez uma proposta ao lateral e seu estafe para o pagamento parcelado da quantia antes da partida de ida pelas quartas de final da Copa do Brasil contra o Fortaleza, porém a proposta foi recusada. Ao todo, o jogador vestiu a camisa do clube em 95 jogos, fazendo 10 gols e concedendo 14 assistências. Sua rescisão foi oficialmente anunciada pelo clube no dia 16 de setembro.

### Retorno ao Barcelona
Acertou seu retorno ao Barcelona, clube onde é ídolo, no dia 12 de novembro de 2021, assinando até junho de 2022. O brasileiro foi o primeiro reforço do treinador Xavi, seu ex-companheiro de equipe. Daniel Alves reestreou pela equipe no dia 14 de dezembro, contra o Boca Juniors, em jogo válido pela Copa Maradona, um título amistoso criado para homenagear o recém falecido Diego Armando Maradona. Após o empate de 1–1 no tempo normal, o Boca venceu por 4–2 nos pênaltis. Já sua reestreia em jogos oficiais foi no dia 5 de janeiro de 2022, na vitória de virada por 2–1 contra o Linares, em jogo válido pela Copa do Rei, tendo o clube catalão se classificado para oitavas de final.
Seu primeiro gol pós retorno ao clube foi 23 de fevereiro, na vitória por 4–2 sobre o Atlético de Madrid na 23ª rodada da La Liga. Além de fazer último gol do Barça na partida, Dani também concedeu uma assistência para Jordi Alba abrir o placar na partida e foi expulso aos 68 minutos de jogo após um pisão em Yannick Carrasco, sendo esse seu primeiro jogo no Camp Nou em sua volta.

### Pumas
Sem clube desde junho, quando não renovou com o Barcelona, Daniel Alves foi anunciado como novo reforço do Pumas no dia 21 de julho de 2022. Estreou pela equipe no dia 27 de julho, num empate de 1–1 com o Mazatlán, válido pela Liga MX.
Teve seu contrato rescindido no dia 20 de janeiro de 2023, com o clube mexicano decidido pela justa causa após sua prisão em meio a uma investigação de violência sexual na Espanha.

## Seleção Nacional
Em 2003, foi convocado pela Seleção Brasileira Sub-20 para a disputa do Mundial da categoria. Os brasileiros conquistaram o título vencendo a Espanha por 1–0 na final, no dia 19 de dezembro. Daniel Alves foi um dos destaques da Seleção Brasileira no torneio, e terminou sendo eleito o terceiro melhor jogador da competição.
O lateral realizou sua estreia pela Seleção Brasileira principal no dia 7 de outubro de 2006, num amistoso não-oficial contra o Kuwait SC, clube do Kuwait.

### Copas América e Copa das Confederações
Daniel Alves conquistou seu primeiro título pela Seleção em 2007, a Copa América realizada na Venezuela. Convocado pelo técnico Dunga, o lateral atuou em quatro partidas e se destacou ao dar uma assistência e marcar um gol na final, que terminou com vitória brasileira por 3–0 sobre a Argentina.
No dia 15 de junho de 2009, na primeira partida do Brasil na Copa das Confederações FIFA de 2009, contra o Egito, Daniel Alves deu uma assistência para Kaká na vitória por 4–3. Ainda neste torneio, na semifinal, marcou o único gol da partida contra a África do Sul, após uma cobrança de falta aos 88 minutos de jogo. A grande final aconteceu em 28 de junho de 2009, e o Brasil conquistou o título após uma difícil vitória por 3–2, de virada, sobre os Estados Unidos.

### Copa do Mundo de 2010
O lateral marcou seu segundo gol pela Seleção Brasileira no dia 6 de junho de 2009, na goleada por 4–0 contra o Uruguai, em jogo válido pelas Eliminatórias da Copa do Mundo FIFA de 2010. Daniel chamou muita atenção pela sua ótima apresentação em campo, pois além do gol marcado, também conseguiu evitar dois gols da equipe adversária, o que causou, segundo jornalistas esportivos, uma acirrada e saudável disputa pela vaga de titular da posição entre ele e Maicon. Apesar de Maicon ter disputado a Copa do Mundo como titular, Daniel Alves atuou em todas as cinco partidas do Brasil na Copa do Mundo FIFA de 2010, realizada na África do Sul. Logo no primeiro jogo, na vitória por 2–1 contra a Coreia do Norte, Daniel entrou no lugar de Elano no segundo tempo e atuou como meio-campista.

### Era Mano Menezes
Com o treinador Mano Menezes, foi um dos remanescentes da Copa do Mundo de 2010. Mano deixou de lado Maicon, de quem Daniel era reserva. Nos amistosos pós-Copa, contra o Irã e a Ucrânia, Daniel Alves marcou dois gols, um em cada jogo. Em 2011, foi convocado por Mano para a disputa da Copa América.

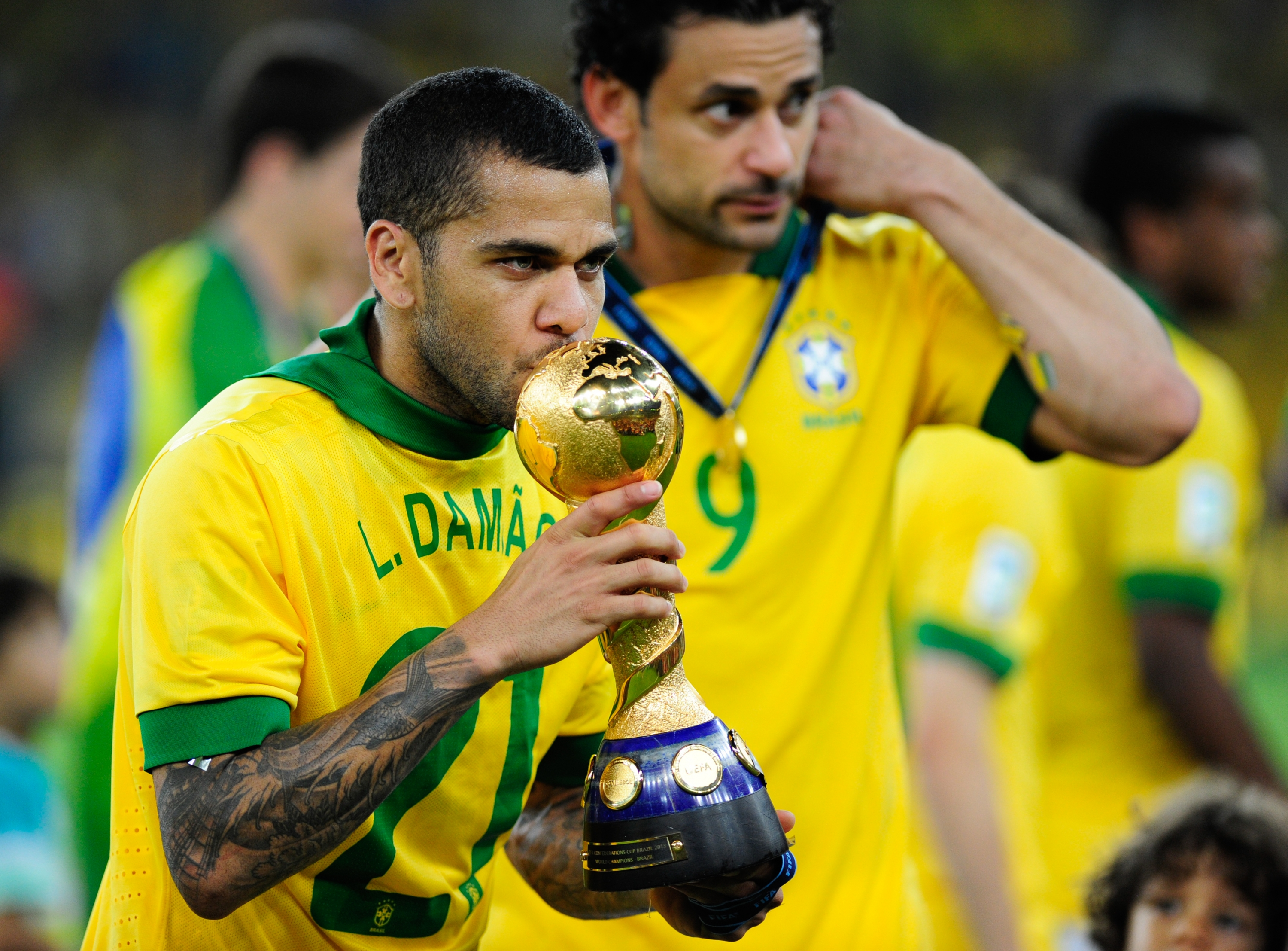
Dani Alves beijando o troféu da Copa das Confederações de 2013, ao lado de Fred

### Era Felipão
Sob o comando de Luiz Felipe Scolari, Daniel Alves conquistou a Copa das Confederações FIFA de 2013, depois de uma eletrizante final contra os espanhóis, vencida pelo por 3–0. No dia 14 de agosto, no primeiro amistoso da Seleção após o título, diante da Suíça, o lateral marcou contra, o gol que daria a vitória aos europeus por 1–0.
Pouco menos de um ano depois, no dia 7 de maio de 2014, esteve na lista dos convocados para a Copa do Mundo FIFA daquele ano.

### Era Dunga
Após o retorno de Dunga à Seleção, em 2014, Daniel Alves não vinha sendo chamado pelo treinador. Já no dia 11 de junho de 2015, foi convocado para a disputa da Copa América para substituir Danilo, que havia se lesionado em um jogo amistoso.
Integrou o elenco para a disputa da Copa América Centenário em 2016.

### Era Tite
Após a saída de Dunga e a chegada de Tite, continuou sendo convocado com frequência, além de ter sido capitão em quatro partidas sob seu comando.
No dia 9 de maio de 2018, durante a decisão da Copa da França, sofreu uma lesão no joelho. Dias depois, após ser examinado pelo médico da Seleção Brasileira, foi confirmado que Daniel Alves estava fora da Copa do Mundo FIFA de 2018.
Atuando como capitão do time, disputou a Copa América de 2019 pela Seleção Brasileira, edição em que o Brasil conquistou o nono título. Ao final do torneio, foi agraciado como o troféu de Melhor Jogador da Competição. Chegou ao 40º título na carreira, o primeiro como capitão do Brasil.

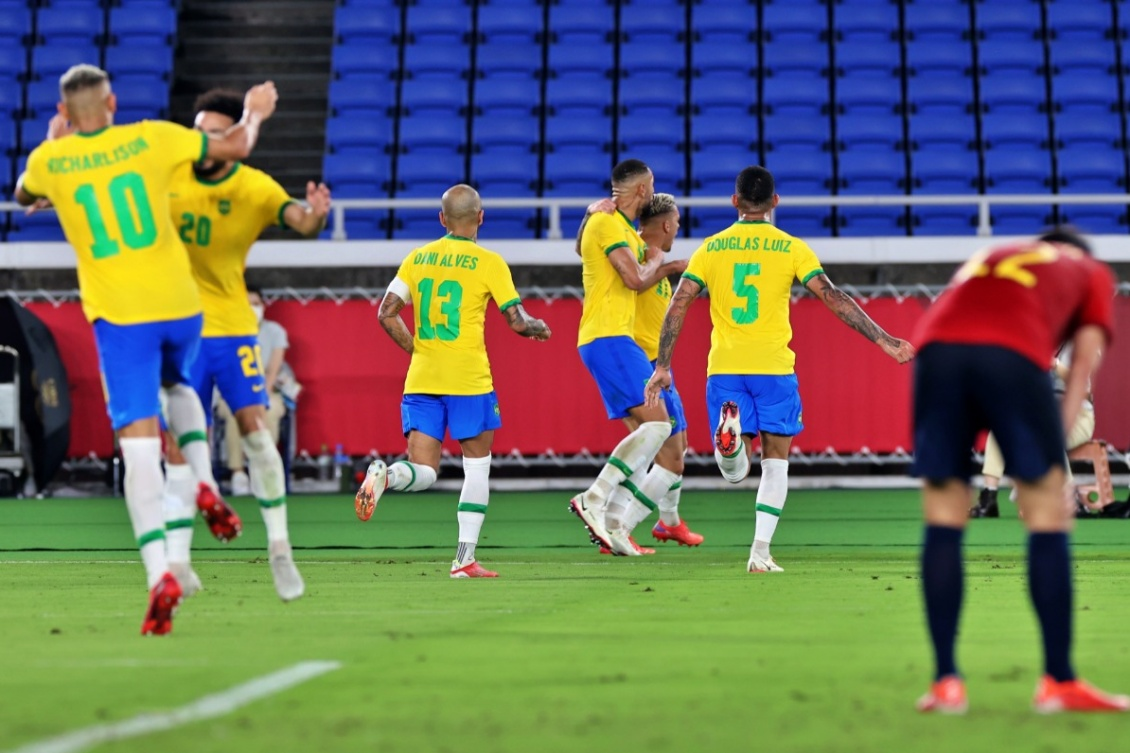
Daniel Alves na final contra a Espanha, nos Jogos Olímpicos de Tóquio

### Olimpíadas de Tóquio
Em 17 de junho de 2021, Daniel foi um dos 18 convocados e um dos três jogadores acima dos 24 anos convocados pelo técnico André Jardine para representar a Seleção Brasileira Sub-23 nos Jogos Olímpicos de Tokyo, tendo o São Paulo liberado o atleta para a disputa do torneio. Após se sagrar campeão das Olimpíadas de Tokyo com o Brasil em 2021, o lateral-direito conquistou o seu 42° título na carreira. Daniel se tornou o jogador brasileiro mais velho a disputar uma Olimpíada e também o terceiro jogador mais velho da história a disputar uma Olimpíada, com 38 anos e 77 dias em 2021, atrás apenas do galês Ryan Giggs, com 38 anos e 256 dias em 2012, e do guatemalteco Ricardo Piccinini, com 39 anos e 24 dias em 1988.

### Copa do Mundo de 2022
Aos 39 anos, esteve presente na lista de convocados por Tite no dia 7 de novembro para a Copa do Mundo FIFA de 2022. Jogador mais velho do grupo, Daniel Alves foi chamado para a sua terceira Copa do Mundo FIFA.
Estreou na competição no dia 2 de dezembro, sendo titular e capitão do Brasil na derrota por 1–0 contra Camarões no Estádio Nacional de Lusail, em Lusail. Ao entrar em campo, Daniel Alves tornou-se o jogador mais velho a atuar pelo Brasil numa Copa do Mundo, com 39 anos e 210 dias. O lateral quebrou um recorde já estabelecido no Catar por Thiago Silva, que enfrentou a Suíça com 38 anos e 67 dias.

## Vida pessoal
Nascido em Juazeiro, Bahia, Daniel teve uma infância pobre, na qual, ao lado do pai Domingos Alves da Silva, trabalhava na roça, plantando tomate, cebola, melão e alho, armava arapucas para caçar aves e reforçar a alimentação da família. Desde cedo amante do futebol, o então jovem garoto improvisava bolas com sacos plásticos ou meias velhas. Ainda na infância, chegou fazer uma ponta no filme Guerra dos Canudos, de 1997, dirigido por Sérgio Rezende. Segundo Daniel, ele aceitou ser figurante em troca de "alimentação e cinco ou dez reais por dia", e considerou a experiência "muito legal."
Em dezembro de 2009, revelou ser torcedor do São Paulo e declarou que gostaria de atuar pela equipe paulista, para depois encerrar a carreira no Bahia.
Fora das quatro linhas, Daniel Alves gosta de manter o estilo e costuma atrair olhares por onde passa. Em algumas ocasiões apresenta-se com roupas e visual incomuns.
O jogador foi casado com Dinorah Santa Ana durante dez anos, com quem teve dois filhos — Daniel e Vitória. Mesmo após se separarem, mantiveram a amizade e ela continuou sendo sua empresária pessoal. Dani possui um irmão chamado Ney Alves, que é cantor de forró.
Em dezembro de 2020, uma estátua sua de tamanho real foi inaugurada em Juazeiro-BA. Em abril de 2024, por orientação do Ministério Público, o monumento foi retirado pela Prefeitura. O MP-BA citou o artigo 21 da Constituição Estadual da Bahia e a Lei Federal 6.454, de 1977, que vedam o nome de pessoa viva a bens públicos.

## Acusação de agressão sexual
No dia 20 de janeiro de 2023, Daniel Alves foi preso na Espanha depois de prestar depoimento sobre uma acusação de agressão sexual. A justiça espanhola aceitou o pedido do Ministério Público e decretou a prisão preventiva do jogador, sem direito a pagamento de fiança. Logo após a prisão decretada, o lateral teve seu contrato rescindido com o Pumas, do México. Acusado de ter estuprado uma mulher de 23 anos em uma casa noturna de Barcelona, no dia 30 de dezembro de 2022, inicialmente Daniel afirmou que nem sequer a conhecia; no entanto, posteriormente admitiu que manteve relações sexuais com a mulher em questão. Daniel alegou que a relação teria sido consensual e que apresentou versões diferentes porque não queria revelar que havia tido um caso extraconjugal. O jogador alegou também que havia bebido excessivamente naquela noite.
Após ter quatro pedidos de liberdade provisória negados, o jogador teve seu julgamento marcado para fevereiro de 2024. Durante a audiência realizada no Tribunal Superior de Justiça da Catalunha, no dia 22 de fevereiro, Daniel Alves foi condenado a quatro anos e meio de prisão por agressão sexual, além de pagar uma indenização de 150 mil euros (R$ 800 mil) por danos morais e físicos. Neymar (seu amigo pessoal) e sua família ajudaram o jogador a pagar essa indenização. Já no dia 20 de março, a justiça espanhola decidiu que Daniel Alves poderia ficar em liberdade condicional enquanto aguardava o julgamento do recurso, mediante o pagamento de uma fiança de 1 milhão de euros. Cinco dias depois, o jogador, com a ajuda de amigos, pagou a fiança e saiu da prisão. Daniel Alves teve que entregar o seu passaporte e não poderia deixar a Espanha, além de ter que manter distância da vítima, não fazer nenhum contato com ela e comparecer semanalmente ao Tribunal de Barcelona.

### Absolvição da acusação
Em 28 de março de 2025, a Câmara de Apelações do Tribunal de Justiça da Catalunha, composta por três juízas e um juiz, anulou a sentença condenatória, afirmando insuficiência das provas e inconsistências no depoimento da suposta vítima em relação às imagens de câmeras. Com a absolvição, Alves passa a ter plena liberdade, podendo sair da Espanha.

## Estatísticas

### Clubes
Abaixo estão listados todos os jogos, gols e assistências do futebolista por clubes
| Equipe              | Temporada         | Campeonato nacional | Campeonato nacional | Campeonato nacional | Copa nacional[a] | Copa nacional[a] | Copa nacional[a] | Competições continentais[b] | Competições continentais[b] | Competições continentais[b] | Outros torneios[c] | Outros torneios[c] | Outros torneios[c] | Total | Total | Total   |
| Equipe              | Temporada         | Jogos               | Gols                | Assist.             | Jogos            | Gols             | Assist.          | Jogos                       | Gols                        | Assist.                     | Jogos              | Gols               | Assist.            | Jogos | Gols  | Assist. |
| ------------------- | ----------------- | ------------------- | ------------------- | ------------------- | ---------------- | ---------------- | ---------------- | --------------------------- | --------------------------- | --------------------------- | ------------------ | ------------------ | ------------------ | ----- | ----- | ------- |
| Bahia               | 2001              | 6                   | 0                   | 0                   | —                | —                | —                | —                           | —                           | —                           | —                  | —                  | —                  | 6     | 0     | 0       |
| Bahia               | 2002              | 19                  | 2                   | 0                   | 6                | 2                | 0                | —                           | —                           | —                           | 6                  | 1                  | 0                  | 31    | 5     | 0       |
| Bahia               | Total             | 25                  | 2                   | 0                   | 6                | 2                | 0                | —                           | —                           | —                           | 6                  | 1                  | 0                  | 37    | 5     | 0       |
| Sevilla             | 2002–03           | 10                  | 0                   | 0                   | 1                | 0                | 0                | —                           | —                           | —                           | —                  | —                  | —                  | 11    | 0     | 0       |
| Sevilla             | 2003–04           | 29                  | 1                   | 3                   | 7                | 1                | 2                | —                           | —                           | —                           | —                  | —                  | —                  | 36    | 2     | 5       |
| Sevilla             | 2004–05           | 33                  | 2                   | 1                   | 5                | 0                | 0                | 9                           | 0                           | 0                           | —                  | —                  | —                  | 47    | 2     | 1       |
| Sevilla             | 2005–06           | 36                  | 3                   | 9                   | 2                | 0                | 0                | 14                          | 0                           | 6                           | —                  | —                  | —                  | 52    | 3     | 15      |
| Sevilla             | 2006–07           | 34                  | 3                   | 10                  | 8                | 0                | 2                | 14                          | 2                           | 4                           | 1                  | 0                  | 0                  | 57    | 5     | 16      |
| Sevilla             | 2007–08           | 33                  | 2                   | 18                  | 3                | 0                | 2                | 8                           | 2                           | 5                           | 3                  | 0                  | 0                  | 47    | 4     | 25      |
| Sevilla             | Total             | 175                 | 11                  | 41                  | 26               | 1                | 6                | 45                          | 4                           | 15                          | 4                  | 0                  | 0                  | 250   | 16    | 62      |
| Barcelona           | 2008–09           | 34                  | 5                   | 10                  | 8                | 0                | 2                | 12                          | 0                           | 2                           | —                  | —                  | —                  | 54    | 5     | 14      |
| Barcelona           | 2009–10           | 29                  | 3                   | 11                  | 3                | 0                | 0                | 11                          | 0                           | 1                           | 5                  | 0                  | 2                  | 48    | 3     | 14      |
| Barcelona           | 2010–11           | 35                  | 2                   | 15                  | 5                | 0                | 3                | 12                          | 2                           | 2                           | 2                  | 0                  | 1                  | 54    | 4     | 21      |
| Barcelona           | 2011–12           | 33                  | 2                   | 12                  | 5                | 1                | 0                | 10                          | 0                           | 4                           | 4                  | 0                  | 2                  | 52    | 3     | 18      |
| Barcelona           | 2012–13           | 30                  | 0                   | 6                   | 6                | 0                | 3                | 10                          | 1                           | 1                           | 1                  | 0                  | 0                  | 47    | 1     | 10      |
| Barcelona           | 2013–14           | 27                  | 2                   | 5                   | 5                | 0                | 1                | 8                           | 2                           | 0                           | 2                  | 0                  | 0                  | 42    | 4     | 6       |
| Barcelona           | 2014–15           | 30                  | 0                   | 6                   | 5                | 0                | 2                | 11                          | 0                           | 4                           | —                  | —                  | —                  | 46    | 0     | 12      |
| Barcelona           | 2015–16           | 29                  | 0                   | 4                   | 6                | 1                | 1                | 8                           | 0                           | 3                           | 5                  | 0                  | 0                  | 48    | 1     | 8       |
| Barcelona           | 2021–22           | 14                  | 1                   | 3                   | 2                | 0                | 1                | —                           | —                           | —                           | 1                  | 0                  | 0                  | 17    | 1     | 4       |
| Barcelona           | Total             | 261                 | 15                  | 72                  | 45               | 2                | 13               | 82                          | 5                           | 17                          | 20                 | 0                  | 5                  | 408   | 22    | 107     |
| Juventus            | 2016–17           | 19                  | 2                   | 3                   | 2                | 1                | 0                | 12                          | 3                           | 4                           | —                  | —                  | —                  | 33    | 6     | 7       |
| Juventus            | Total             | 19                  | 2                   | 3                   | 2                | 1                | 0                | 12                          | 3                           | 4                           | —                  | —                  | —                  | 33    | 6     | 7       |
| Paris Saint-Germain | 2017–18           | 25                  | 1                   | 7                   | 7                | 1                | 3                | 8                           | 2                           | 0                           | 1                  | 1                  | 0                  | 41    | 5     | 10      |
| Paris Saint-Germain | 2018–19           | 23                  | 1                   | 7                   | 6                | 2                | 1                | 3                           | 0                           | 0                           | —                  | —                  | —                  | 32    | 3     | 8       |
| Paris Saint-Germain | Total             | 48                  | 2                   | 14                  | 13               | 3                | 4                | 11                          | 2                           | 0                           | 1                  | 1                  | 0                  | 73    | 8     | 18      |
| São Paulo           | 2019              | 20                  | 2                   | 3                   | —                | —                | —                | —                           | —                           | —                           | —                  | —                  | —                  | 20    | 2     | 3       |
| São Paulo           | 2020              | 30                  | 1                   | 3                   | 6                | 0                | 1                | 6                           | 2                           | 2                           | 11                 | 4                  | 1                  | 53    | 7     | 7       |
| São Paulo           | 2021              | 6                   | 0                   | 0                   | 1                | 0                | 0                | 6                           | 0                           | 1                           | 9                  | 1                  | 3                  | 22    | 1     | 4       |
| São Paulo           | Total             | 56                  | 3                   | 6                   | 7                | 0                | 1                | 12                          | 2                           | 3                           | 20                 | 5                  | 4                  | 95    | 10    | 14      |
| Pumas               | 2022–23           | 12                  | 0                   | 3                   | —                | —                | —                | —                           | —                           | —                           | —                  | —                  | —                  | 12    | 0     | 3       |
| Pumas               | Total             | 12                  | 0                   | 3                   | —                | —                | —                | —                           | —                           | —                           | —                  | —                  | —                  | 12    | 0     | 3       |
| Total na carreira   | Total na carreira | 596                 | 35                  | 139                 | 99               | 10               | 24               | 162                         | 15                          | 39                          | 51                 | 7                  | 9                  | 908   | 67    | 211     |

- a. ^ Jogos da Copa do Brasil, Copa do Rei, Copa da Itália, Copa da França e Copa da Liga Francesa
- b. ^ Jogos da Liga Europa da UEFA, Liga dos Campeões da UEFA, Copa Libertadores da América e Copa Sul-Americana
- c. ^ Jogos do Copa dos Campeões, Copa do Nordeste, Supercopa da UEFA, Supercopa da Espanha, Mundial de Clubes, Supercopa da França e Campeonato Paulista

### Seleção Brasileira
Abaixo estão listados todos os jogos, gols e assistências do futebolista pela Seleção Brasileira, desde as categorias de base.
Seleção Sub–20
| Ano               | Campeonato Mundial | Campeonato Mundial | Campeonato Mundial |
| Ano               | Jogos              | Gols               | Assist.            |
| ----------------- | ------------------ | ------------------ | ------------------ |
| 2009              | 7                  | 0                  | 0                  |
| Total na carreira | 7                  | 1                  | 0                  |

Seleção Sub–23
| Ano               | Jogos Olímpicos | Jogos Olímpicos | Jogos Olímpicos | Amistosos | Amistosos | Amistosos | Total | Total | Total   |
| Ano               | Jogos           | Gols            | Assist.         | Jogos     | Gols      | Assist.   | Jogos | Gols  | Assist. |
| ----------------- | --------------- | --------------- | --------------- | --------- | --------- | --------- | ----- | ----- | ------- |
| 2021              | 6               | 0               | 1               | 1         | 0         | 0         | 7     | 0     | 1       |
| Total na carreira | 6               | 0               | 1               | 1         | 0         | 0         | 7     | 0     | 1       |

Seleção principal
| Ano               | Copa do Mundo | Copa do Mundo | Copa do Mundo | Copa América | Copa América | Copa América | Copa das Confederações | Copa das Confederações | Copa das Confederações | Qualificação Mundial | Qualificação Mundial | Qualificação Mundial | Amistosos | Amistosos | Amistosos | Total | Total | Total   |
| Ano               | Jogos         | Gols          | Assist.       | Jogos        | Gols         | Assist.      | Jogos                  | Gols                   | Assist.                | Jogos                | Gols                 | Assist.              | Jogos     | Gols      | Assist.   | Jogos | Gols  | Assist. |
| ----------------- | ------------- | ------------- | ------------- | ------------ | ------------ | ------------ | ---------------------- | ---------------------- | ---------------------- | -------------------- | -------------------- | -------------------- | --------- | --------- | --------- | ----- | ----- | ------- |
| 2006              | —             | —             | —             | —            | —            | —            | —                      | —                      | —                      | —                    | —                    | —                    | 1         | 0         | 0         | 1     | 0     | 0       |
| 2007              | —             | —             | —             | 4            | 1            | 0            | —                      | —                      | —                      | 1                    | 0                    | 0                    | 7         | 0         | 1         | 12    | 1     | 1       |
| 2008              | —             | —             | —             | —            | —            | —            | —                      | —                      | —                      | 1                    | 0                    | 0                    | 4         | 0         | 0         | 5     | 0     | 0       |
| 2009              | —             | —             | —             | —            | —            | —            | 3                      | 1                      | 1                      | 7                    | 1                    | 4                    | 4         | 0         | 0         | 14    | 2     | 5       |
| 2010              | 5             | 0             | 0             | —            | —            | —            | —                      | —                      | —                      | —                    | —                    | —                    | 7         | 2         | 2         | 12    | 2     | 2       |
| 2011              | —             | —             | —             | 2            | 0            | 0            | —                      | —                      | —                      | —                    | —                    | —                    | 8         | 0         | 2         | 10    | 0     | 2       |
| 2012              | —             | —             | —             | —            | —            | —            | —                      | —                      | —                      | —                    | —                    | —                    | 5         | 0         | 2         | 5     | 0     | 2       |
| 2013              | —             | —             | —             | —            | —            | —            | 5                      | 0                      | 1                      | —                    | —                    | —                    | 8         | 0         | 0         | 13    | 0     | 1       |
| 2014              | 4             | 0             | 0             | —            | —            | —            | —                      | —                      | —                      | —                    | —                    | —                    | 3         | 1         | 0         | 7     | 1     | 0       |
| 2015              | —             | —             | —             | 4            | 0            | 2            | —                      | —                      | —                      | 4                    | 0                    | 0                    | —         | —         | —         | 8     | 0     | 2       |
| 2016              | —             | —             | —             | 3            | 0            | 2            | —                      | —                      | —                      | 8                    | 1                    | 0                    | 1         | 0         | 0         | 12    | 1     | 2       |
| 2017              | —             | —             | —             | —            | —            | —            | —                      | —                      | —                      | 5                    | 0                    | 1                    | 1         | 0         | 0         | 6     | 0     | 1       |
| 2018              | —             | —             | —             | —            | —            | —            | —                      | —                      | —                      | —                    | —                    | —                    | 2         | 0         | 0         | 2     | 0     | 0       |
| 2019              | —             | —             | —             | 6            | 1            | 0            | —                      | —                      | —                      | —                    | —                    | —                    | 5         | 0         | 3         | 11    | 1     | 3       |
| 2021              | —             | —             | —             | —            | —            | —            | —                      | —                      | —                      | 1                    | 0                    | 0                    | —         | —         | —         | 1     | 0     | 0       |
| 2022              | 2             | 0             | 0             | —            | —            | —            | —                      | —                      | —                      | 3                    | 0                    | 0                    | 2         | 0         | 0         | 7     | 0     | 0       |
| Total na carreira | 11            | 0             | 0             | 19           | 2            | 4            | 8                      | 1                      | 2                      | 30                   | 2                    | 5                    | 58        | 3         | 10        | 126   | 8     | 21      |

#### Jogos pela Seleção Sub-20
|    | Data                   | Local                                                         | Resultado | Adversário | Gols | Assist. | Competição                        |
| -- | ---------------------- | ------------------------------------------------------------- | --------- | ---------- | ---- | ------- | --------------------------------- |
| 1. | 28 de novembro de 2003 | Estádio Al-Rashid, Dubai, Emirados Árabes Unidos              | 2–0       | Canadá     | 0    | 0       | Copa do Mundo FIFA Sub-20 de 2003 |
| 2. | 1 de dezembro de 2003  | Estádio Al-Rashid, Dubai, Emirados Árabes Unidos              | 1–1       | Tchéquia   | 0    | 0       | Copa do Mundo FIFA Sub-20 de 2003 |
| 3. | 4 de dezembro de 2003  | Estádio Al-Rashid, Dubai, Emirados Árabes Unidos              | 2–3       | Austrália  | 0    | 0       | Copa do Mundo FIFA Sub-20 de 2003 |
| 4. | 9 de dezembro de 2003  | Estádio Sharjah, Sharjah, Emirados Árabes Unidos              | 2–1       | Eslováquia | 0    | 0       | Copa do Mundo FIFA Sub-20 de 2003 |
| 5. | 12 de dezembro de 2003 | Estádio Al-Maktoum, Dubai, Emirados Árabes Unidos             | 5–1       | Japão      | 0    | 0       | Copa do Mundo FIFA Sub-20 de 2003 |
| 6. | 15 de dezembro de 2003 | Estádio Mohammed Bin Zayed, Abu Dhabi, Emirados Árabes Unidos | 1–0       | Argentina  | 0    | 0       | Copa do Mundo FIFA Sub-20 de 2003 |
| 7. | 22 de julho de 2003    | Estádio Sheikh Zayed, Abu Dhabi, Emirados Árabes Unidos       | 1–0       | Espanha    | 0    | 0       | Copa do Mundo FIFA Sub-20 de 2003 |

#### Jogos pela Seleção Sub-23
|    | Data                | Local                                              | Resultado | Adversário             | Gols | Assist. | Competição              |
| -- | ------------------- | -------------------------------------------------- | --------- | ---------------------- | ---- | ------- | ----------------------- |
| 1. | 15 de julho de 2021 | Estádio Karađorđe, Novi Sad, Sérvia                | 5–2       | Emirados Árabes Unidos | 0    | 0       | Amistoso                |
| 2. | 22 de julho de 2021 | Estádio Internacional de Yokohama, Yokohama, Japão | 4–2       | Alemanha               | 0    | 0       | Jogos Olímpicos de 2020 |
| 3. | 25 de julho de 2021 | Estádio Internacional de Yokohama, Yokohama, Japão | 0–0       | Costa do Marfim        | 0    | 0       | Jogos Olímpicos de 2020 |
| 4. | 28 de julho de 2021 | Estádio Saitama 2002, Saitama, Japão               | 3–1       | Arábia Saudita         | 0    | 0       | Jogos Olímpicos de 2020 |
| 5. | 31 de julho de 2021 | Estádio Saitama 2002, Saitama, Japão               | 1–0       | Egito                  | 0    | 0       | Jogos Olímpicos de 2020 |
| 6. | 3 de agosto de 2021 | Estádio Kashima, Kashima, Japão                    | 0–0 (4–1) | México                 | 0    | 0       | Jogos Olímpicos de 2020 |
| 7. | 7 de agosto de 2021 | Estádio Internacional de Yokohama, Yokohama, Japão | 2—1       | Espanha                | 0    | 1       | Jogos Olímpicos de 2020 |

## Títulos
Bahia
- Copa do Nordeste: 2002

Sevilla
- Copa da UEFA: 2005–06 e 2006–07
- Supercopa da UEFA: 2006
- Copa do Rei: 2006–07
- Supercopa da Espanha: 2007

Barcelona
- Copa do Rei: 2008–09, 2011–12, 2014–15 e 2015–16
- La Liga: 2008–09, 2009–10, 2010–11, 2012–13, 2014–15 e 2015–16
- Liga dos Campeões da UEFA: 2008–09, 2010–11 e 2014–15
- Supercopa da Espanha: 2009, 2010, 2011 e 2013
- Supercopa da UEFA: 2009, 2011 e 2015
- Copa do Mundo de Clubes da FIFA: 2009, 2011 e 2015

Juventus
- Serie A: 2016–17
- Copa da Itália: 2016–17

Paris Saint-Germain
- Ligue 1: 2017–18 e 2018–19
- Copa da França: 2017–18
- Copa da Liga Francesa: 2017–18
- Supercopa da França: 2017

São Paulo
- Campeonato Paulista: 2021

Seleção Brasileira
- Medalha de ouro nos Jogos Olímpicos: 2020
- Copa das Confederações: 2009 e 2013
- Copa América: 2007 e 2019
- Mundial Sub-20: 2003
- Torneio da Malásia Sub-20: 2003
- Torneio Internacional de Toulon: 2002

### Prêmios individuais
- Melhor jogador da Copa da UEFA: 2005–06
- Melhor jogador da Supercopa da UEFA: 2006
- Equipe do Ano da UEFA: 2007, 2009, 2011, 2015 e 2017
- Time do Ano da FIFA: 2009, 2011, 2012, 2013, 2014, 2015, 2017 e 2018
- Equipe do ano - ESM (European Sports Media): 2006–07, 2008–09, 2009–10 e 2010–11
- Melhor Defensor da La Liga: 2008–09
- FIFPro World XI: 2009, 2011, 2012, 2013, 2015, 2016, 2017 e 2018
- 43º melhor jogador do ano de 2012 (The Guardian)[102]
- Copa das Confederações - Equipe do campeonato: 2009 e 2013
- 78º melhor jogador do ano de 2016 (The Guardian)[103]
- Equipe Ideal da Série A: 2016—17
- Equipe ideal da Ligue 1: 2017–18
- Melhor jogador da partida da Copa América de 2019: Brasil 2–0 Argentina
- Melhor jogador da Copa América de 2019
- Seleção da Copa América de 2019[104]
- Seleção do Campeonato Paulista: 2020 e 2021
- Equipe ideal CONMEBOL da década 2011–2020 pela IFFHS[105]